# Enrico Galleschi
Enrico Galleschi, né le 30 mai 1963 à Casciana Terme Lari (Toscane), est un coureur cycliste italien. Professionnel de 1986 à 1992.

## Palmarès

### Palmarès amateur
- 1981
  - 3e du Trofeo Buffoni
- 1982
  - Gran Premio Cementeria Fratelli Bagnoli
- 1983
  - Gran Premio Vivaisti Cenaiesi
- 1984
  - Giro del Montalbano
  - Coppa Bologna
  - Coppa Ciuffenna
  - Circuito Valle del Liri
- 1985
  - Tour des Abruzzes
  - Coppa Ciuffenna

### Palmarès professionnel
- 1989
  - 3e du Trophée Pantalica
  - 3e du Tour de l'Etna
  - 3e de la Cronostaffetta
- 1991
  - Grand Prix de Prato

### Résultats sur les grands tours

#### Tour d'Italie
5 participations
- 1986 : abandon (1re étape)
- 1987 : 96e
- 1988 : 51e
- 1989 : abandon (13e étape)
- 1991 : 103e